# Framnäsviken, Djursholm

Framnäsviken är namnet på den vik som finns i Djursholm mellan stadsdelarna Germania och Svalnäs. 
Fram till 1976 fanns vid viken en järnvägsstation med namnet Djursholms Framnäsviken på Roslagsbanans bibana, den numera nedlagda Djursholmsbanan. Idag finns endast en bro kvar över Ymervägen som minner om järnvägen, vars bank idag är cykel- och gångstråk.

## Bilder

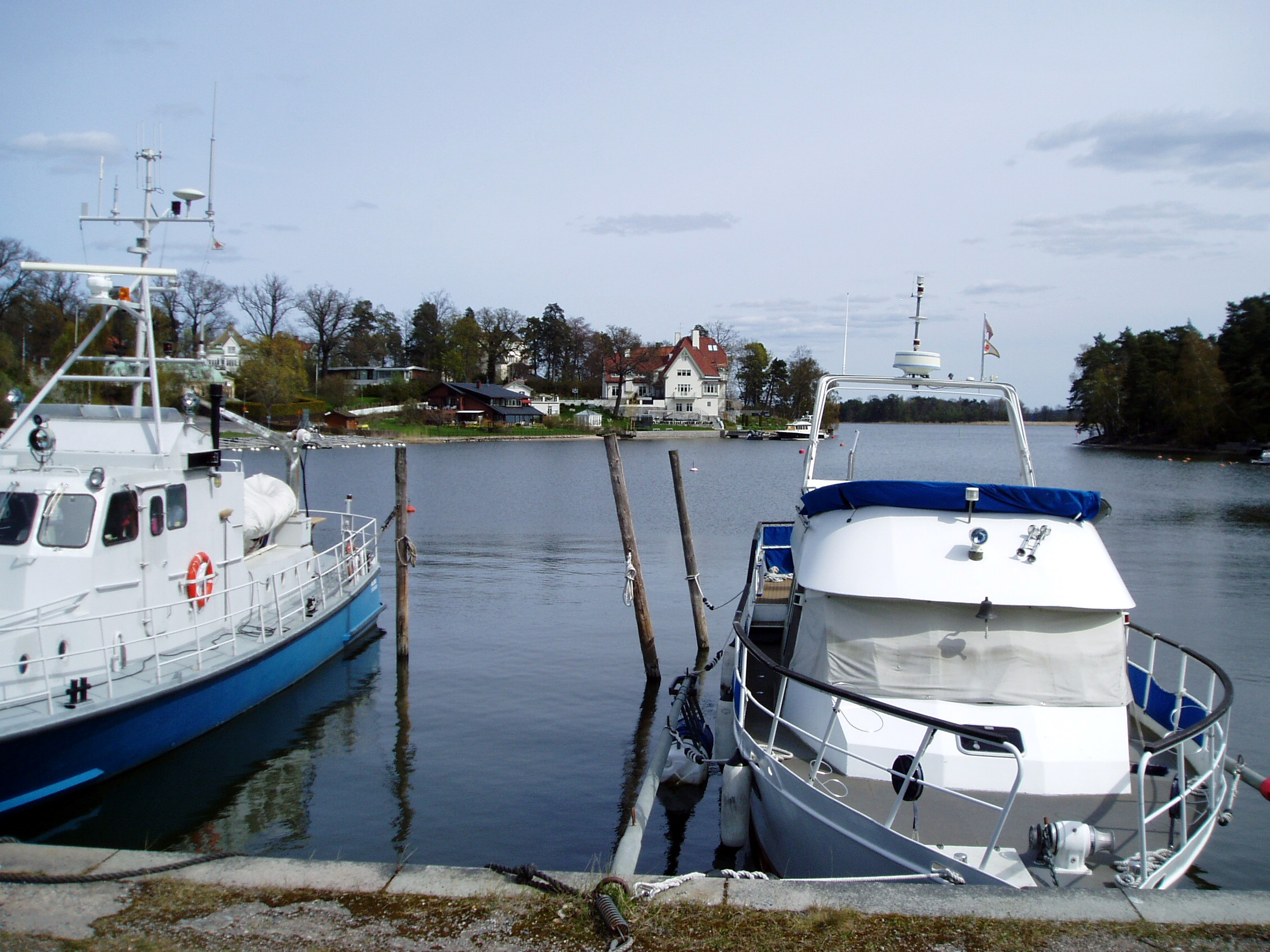
Framnäsviken.
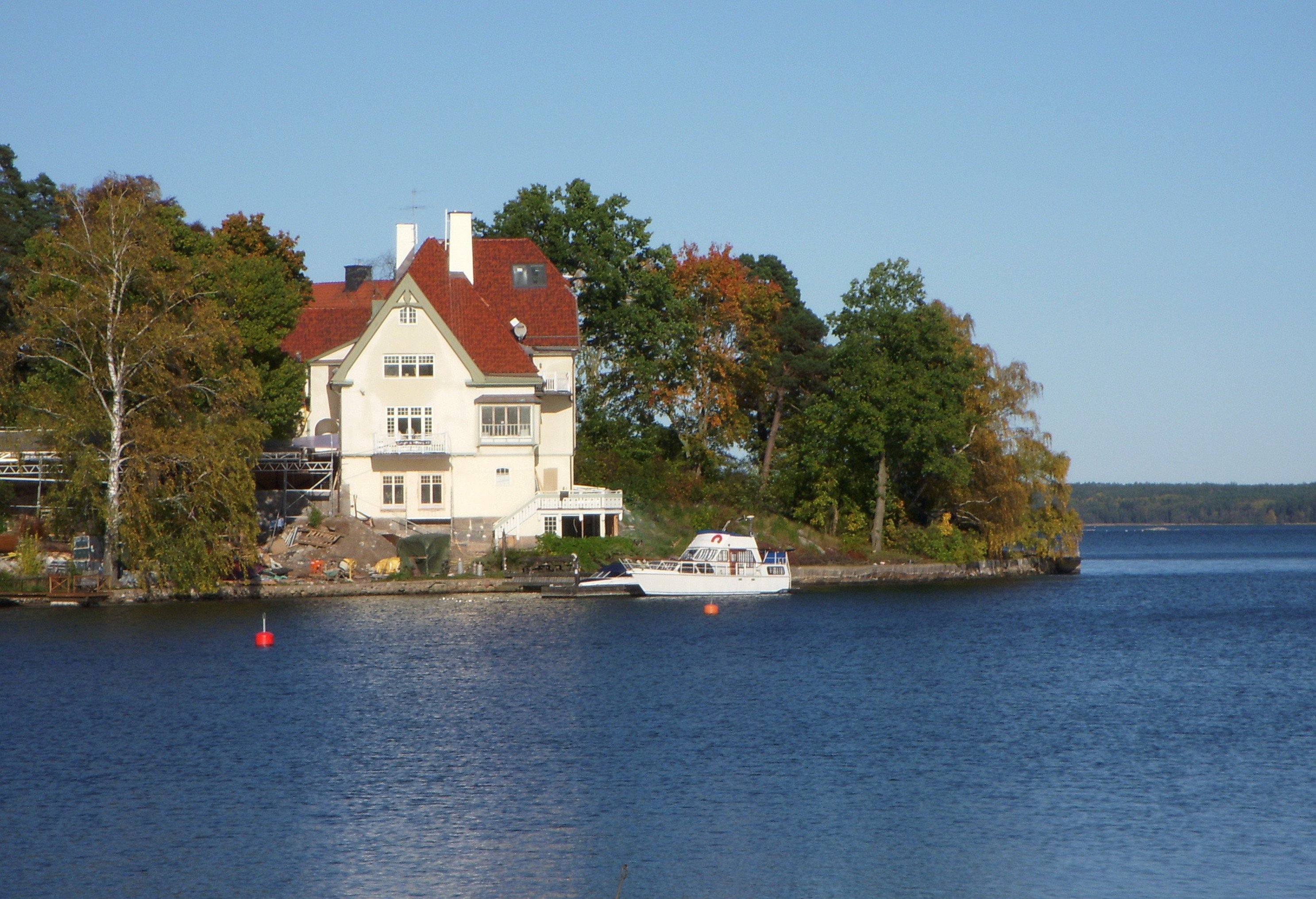
Framnäsviken mot norr.
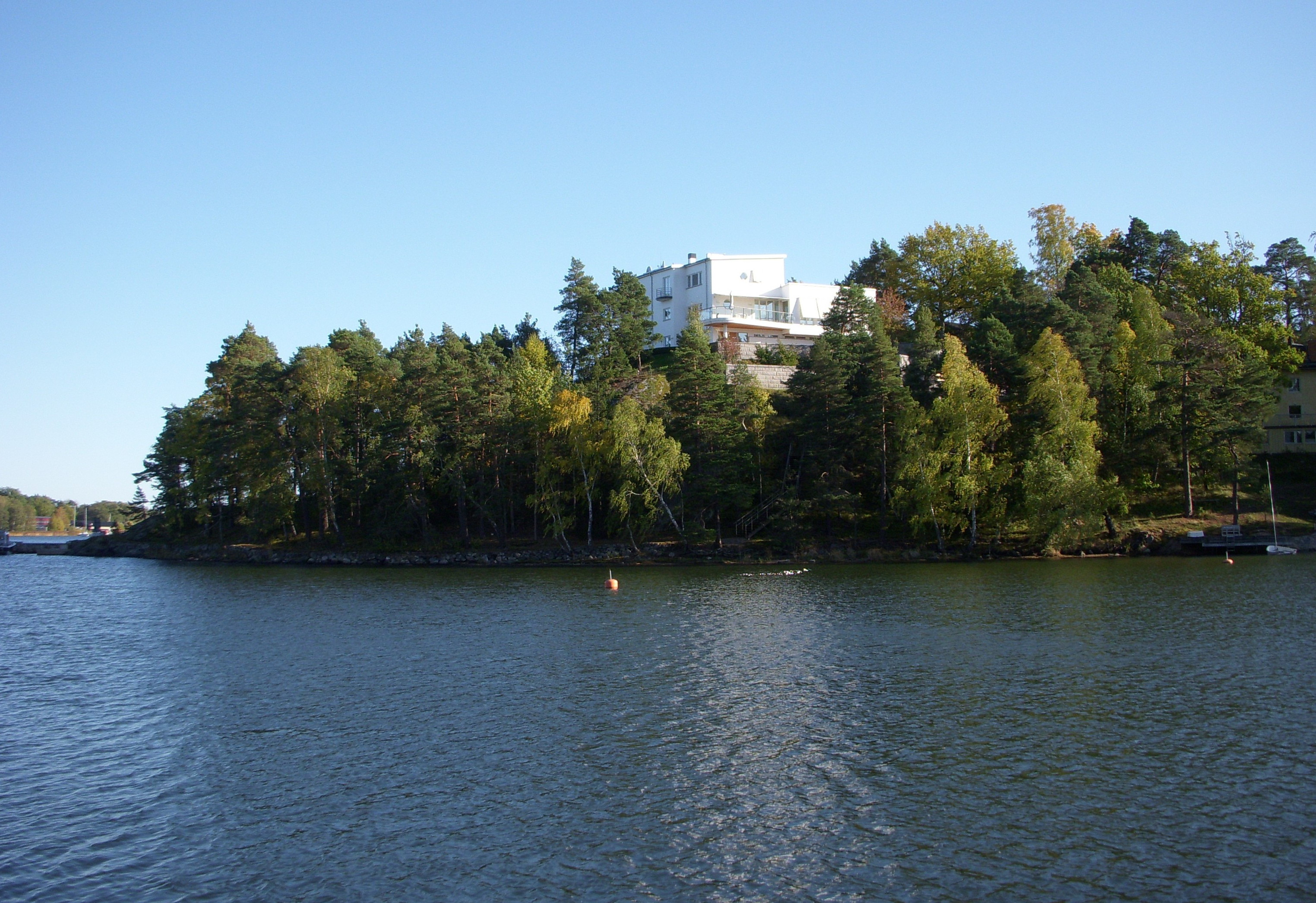
Framnäsviken mot ost.
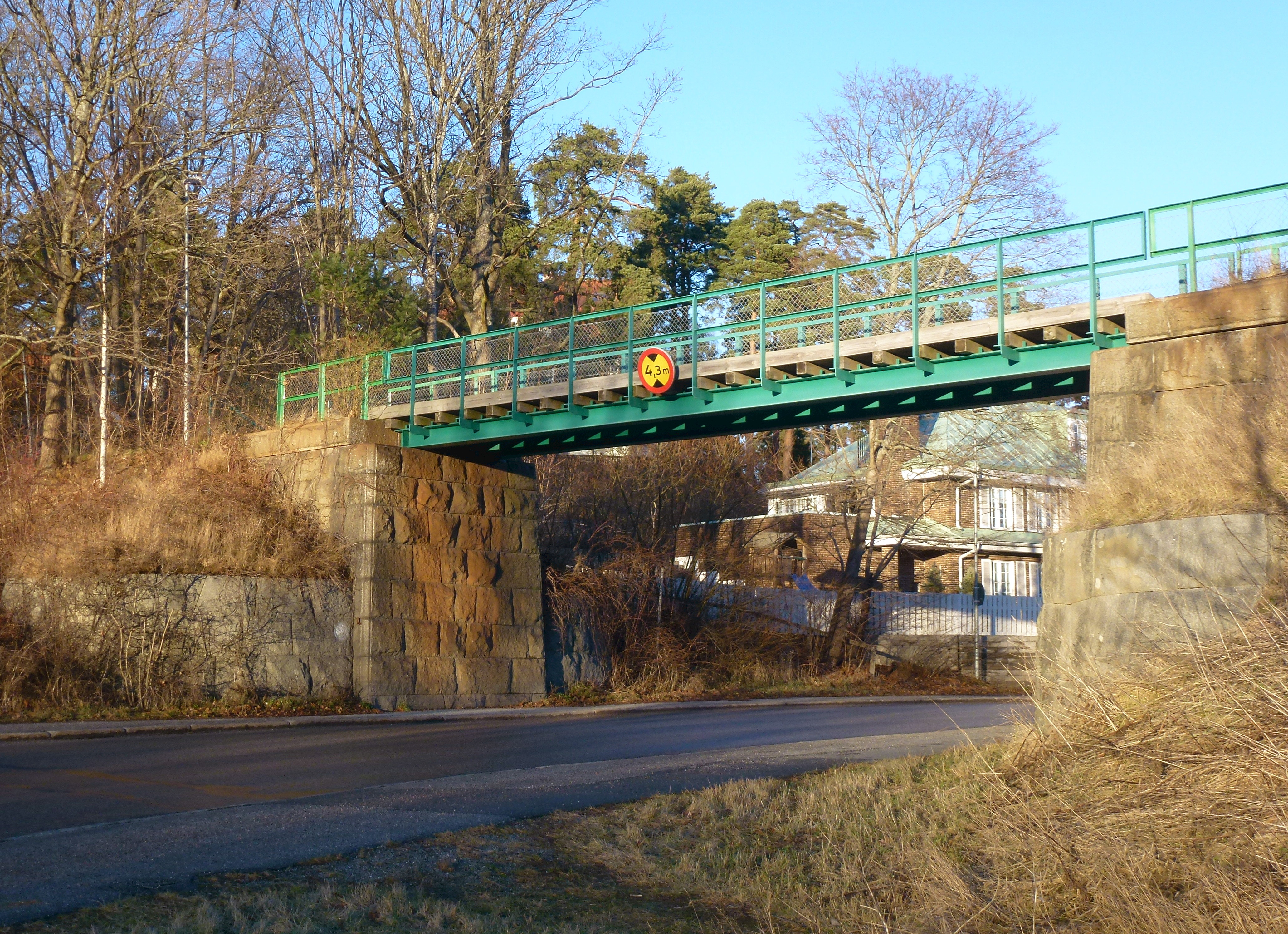
Den gamla järnvägsbron.